# Gioventù bruciata
Gioventù bruciata (Italiaans voor 'verspilde jeugd') is het debuutalbum van de Italiaanse singer-songwriter Mahmood. Het verscheen onder het label Island Records op 22 februari 2019 en bereikte in Italië de nummer 1-positie. Naast de singles 'Uramaki', 'Milano Good Vibes', 'Asia occidente' en 'Gioventù bruciata' bevat het de grote hit 'Soldi'.
Op 21 september 2018 werd Gioventù bruciata eerst uitgebracht in de vorm van een extended play. Twee weken nadat Mahmood met 'Soldi' het Festival van San Remo had gewonnen, kwam het volledige album uit. Met dat nummer deed hij drie maanden later mee aan het Eurovisiesongfestival 2019 in Tel Aviv, Israël, waar hij eindigde op de tweede plek. 
'Soldi' werd ondertussen wel een grote hit in Europa. In Italië, Israël, Griekenland en Litouwen behaalde het de nummer 1-positie en in Estland, IJsland, Luxemburg, Spanje, Zweden en Zwitserland kwam het eveneens in de top 10 terecht. Zowel in België als in Nederland bleef het nummer steken op de 16e plek. Op Spotify is het nummer inmiddels bijna 219 miljoen keer gestreamd (geraadpleegd mei 2023).
De muziekvideo van 'Soldi' werd op YouTube 200 miljoen keer bekeken, de clips van 'Uramaki', 'Milano Good Vibes' en 'Gioventù bruciata' respectievelijk 6,6 miljoen, 6,6 miljoen en 10 miljoen keer (geraadpleegd op december 2022).

## Tracklist
1. Soldi
2. Gioventù bruciata
3. Uramaki
4. Il Nilo nel Naviglio
5. Anni 90 (met Fabri Fibra)
6. Asia occidente
7. Remo
8. Milano Good Vibes
9. Sabbie mobili
10. Mai figlio unico
11. Soldi (met Gué Pequeno)